# Tűzlepkék
A tűzlepkék avagy lángszinérformák (Lycaeninae) a rovarok (Insecta) osztályának a lepkék (Lepidoptera) rendjébe, ezen belül a valódi lepkék (Glossata) alrendjébe tartozó boglárkalepkefélék (Lycaenidae) családjának egyik alcsaládja.

## Rendszerezésük
Az alcsaládba az alábbi nemzetségek, alnemzetségek és ismertebb nemek tartoznak:
- Aphnaeini nemzetség
  - Aloeides
  - Apharitis
  - Aphnaeus
  - Argyraspodes
  - Axiocerses
  - Cesa
  - Chloroselas
  - Chrysoritis
  - Crudaria
  - Erikssonia
  - Lipaphnaeus
  - Phasis
  - Pseudaletis
  - Trimenia
  - Tylopaedia
  - Vansomerenia
  - Zeritis

- Arhopalini
  - Apporasa
  - Arhopala
  - Keraunogramma
  - Mahathala
  - Ogyris
  - Thaduka
  - Zinaspa

- Cheritrini
  - Cheritra
  - Cheritrella
  - Drupadia
  - Ticherra

- Farkincás-rokonúak (Eumaeini) — a Magyarországon elfogadott felosztás szerint a csücsköslepkék (Theclinae) alcsaládjába tartoznak
  - Ahlbergia
  - Allosmaitia
  - Apuecla
  - Arawacus
  - Arcas
  - Arumecla
  - Atlides
  - Aubergina
  - Balintus
  - Beatheclus
  - Bistonina
  - Brangas
  - Brevianta
  - Busbiina
  - Callophrys
  - Calycopis
  - Camissecla
  - Celmia
  - Chalybs
  - Chlorostrymon
  - Cissatsuma
  - Contrafacia
  - Cyanophrys
  - Dicya
  - Electrostrymon
  - Enos
  - Erora
  - Eumaeus
  - Evenus
  - Exorbaetta
  - Gargina
  - Harkenclenus
  - Hypostrymon
  - Iaspis
  - Ignata
  - Incisalia
  - Ipidecla
  - Janthecla
  - Johnsonita
  - Kolana
  - Lamasina
  - Lamprospilus
  - Laothus
  - Lathecla
  - Magnastigma
  - Marachina
  - Megathecla
  - Micandra
  - Michaelus
  - Ministrymon
  - Mithras
  - Mitoura
  - Neolycaena
  - Nesiostrymon
  - Nicolaea
  - Novosatsuma
  - Ocaria
  - Oenomaus
  - Olynthus
  - Ostrinotes
  - Paiwarria
  - Panthiades
  - Parrhasius
  - Penaincisalia
  - Phaeostrymon
  - Phothecla
  - Podanotum
  - Porthecla
  - Pseudolycaena
  - Rekoa
  - Rhamma
  - Riojana
  - Salazaria
  - Satyrium
  - Semonina
  - Siderus
  - Strephonota
  - Strymon
  - Symbiopsis
  - Temecla
  - Terenthina
  - Thaeides
  - Theclopsis
  - Theorema
  - Thepytus
  - Thereus
  - Theritas
  - Thestius
  - Timaeta
  - Tmolus
  - Tomares
  - Trichonis
  - Ziegleria

- Horagini
  - Rathinda

- Hypotheclini
  - Hypochlorosis
  - Hypothecla

- Luciini
  - Hypochrysops
  - Lucia
  - Parachrysops
  - Paralucia
  - Philiris
  - Pseudodipsas

- Lycaenini
  - Lycaena

- Niphandini
  - Niphanda

- boglárka-rokonúak (Polyommatini)
  - Actizera
  - Acytolepis
  - Anthene
  - Aricia
  - Athysanota
  - Azanus
  - Bothrinia
  - Brephidium
  - Cacyreus
  - Caerulea
  - Caleta
  - Callenya
  - Callictita
  - Candalides
  - Castalius
  - Catochrysops
  - Catopyrops
  - Cebrella
  - Celastrina
  - Celatoxia
  - Chilades
  - Cupidesthes
  - Cupido
  - Cupidopsis
  - Cyaniris
  - Cyclargus
  - Cyclyrius
  - Danis
  - Discolampa
  - Echinargus
  - Eicochrysops
  - Eldoradina
  - Elkalyce
  - Epimastidia
  - Erysichton
  - Euchrysops
  - Euphilotes
  - Famegana
  - Glaucopsyche
  - Harpendyreus
  - Hemiargus
  - Iolana
  - Ionolyce
  - Itylos
  - Jamides
  - Lachides
  - Lampides
  - Lepidochrysops
  - Leptotes
  - Lestranicus
  - Lycaenopsis
  - hangyaboglárka (Phengalis, régebben Maculinea)
  - Madeleinea
  - Megisba
  - Micropsyche
  - Monodontides
  - Nabokovia
  - Nacaduba
  - Neolucia
  - Neopithecops
  - Nesolycaena
  - Notarthrinus
  - Nothodanis
  - Oboronia
  - Orachrysops
  - Oraidium
  - Oreolyce
  - Orthomiella
  - Otnjukovia
  - Palaeophilotes
  - Paraduba
  - Paralycaeides
  - Parelodina
  - Petrelaea
  - Phengaris
  - Philotes
  - Philotiella
  - Phlyaria
  - Pistoria
  - Pithecops
  - Plautella
  - Plebejus
  - Polyommatus
  - Praephilotes
  - Prosotas
  - Pseudochrysops
  - Pseudolucia
  - Pseudonacaduba
  - Pseudophilotes
  - Pseudozizeeria
  - Psychonotis
  - Ptox
  - Rhinelephas
  - Rysops
  - Sahulana
  - Sancterila
  - Scolitantides
  - Shijimia
  - Sidima
  - Sinocupido
  - Subsolanoides
  - Talicada
  - Tartesa
  - Tarucus
  - Thaumaina
  - Theclinesthes
  - Thermoniphas
  - Tongeia
  - Turanana
  - Tuxentius
  - Udara
  - Una
  - Upolampes
  - Uranobothria
  - Uranothauma
  - Vacciniina
  - Zintha
  - Zizeeria
  - Zizina
  - Zizula

- Remelanini
  - Ancema
  - Pseudotajuria
  - Remelana

- Farkröpér-rokonúak (Theclini) — a Magyarországon elfogadott felosztás szerint a csücsköslepkék (Theclinae) alcsaládjába tartoznak
  - Amblypodiina alnemzetség
    - Amblypodia
    - Iraota
    - Myrina

  - Deudoricina
    - Araotes
    - Artipe
    - Bindahara
    - Capys
    - Deudorix
    - Hypomyrina
    - Paradeudorix
    - Pilodeudorix
    - Qinorapala
    - Rapala
    - Sinthusa
    - Sithon

  - Hypolycaenina
    - Chliaria
    - Hemiolaus
    - Hypolycaena
    - Leptomyrina
    - Zeltus

  - Iolaina
    - Britomartis
    - Bullis
    - Charana
    - Creon
    - Dacalana
    - Etesiolaus
    - Iolaus
    - Jacoona
    - Maneca
    - Manto
    - Mantoides
    - Matsutaroa
    - Neocheritra
    - Paruparo
    - Pratapa
    - Purlisa
    - Rachana
    - Stugeta
    - Suasa
    - Sukidion
    - Tajuria
    - Thrix

  - Loxurina
    - Dapidodigma
    - Drina
    - Eooxylides
    - Loxura
    - Neomyrina
    - Thamala
    - Yasoda

  - Oxylidina
    - Oxylides
    - Syrmoptera

- -     - Acrodipsas
    - Acupicta
    - Amblopala
    - Antigius
    - Araragi
    - Artopoetes
    - Austrozephyrus
    - Chaetoprocta
    - Chrysozephyrus
    - Cigaritis
    - Cordelia
    - Coreana
    - Esakiozephyrus
    - Euaspa
    - Favonius
    - Flos
    - Goldia
    - Gonerilia
    - Habrodais
    - Horaga
    - Howarthia
    - Hypaurotis
    - Iozephyrus
    - Iratsume
    - Japonica
    - Laeosopis
    - Leucantigius
    - Nanlingozephyrus
    - Neozephyrus
    - Protantigius
    - Proteuaspa
    - Ravenna
    - Saigusaozephyrus
    - Semanga
    - Shaanxiana
    - Shirozua
    - Shizuyaozephyrus
    - Sibataniozephyrus
    - Surendra
    - Teratozephyrus
    - Thecla
    - Thermozephyrus
    - Ussuriana
    - Wagimo
    - Yamamotozephyrus
    - Yamatozephyrus

- Zesiini
  - Jalmenus
  - Pseudalmenus
  - Zesius

## Magyarországon ismert fajok, alfajok
- közönséges tűzlepke (Lycaena phlaeas) Linnaeus, 1761
- nagy tűzlepke (Lycaena dispar rutila) Werneburg, 1864
- barna tűzlepke (Lycaena tityrus) Poda, 1761

## Megjelenésük, felépítésük
Amint erre nevük is utal, a lepkék alapszíne rendszerint pirosas — gyakran lilás árnyalattal vagy erős barna borítással. Szárnyaik fonákján számos szemfoltocska található; ezek mintázata fontos rendszertani bélyeg (Ronkay, 1986).